# San Miniato al Monte

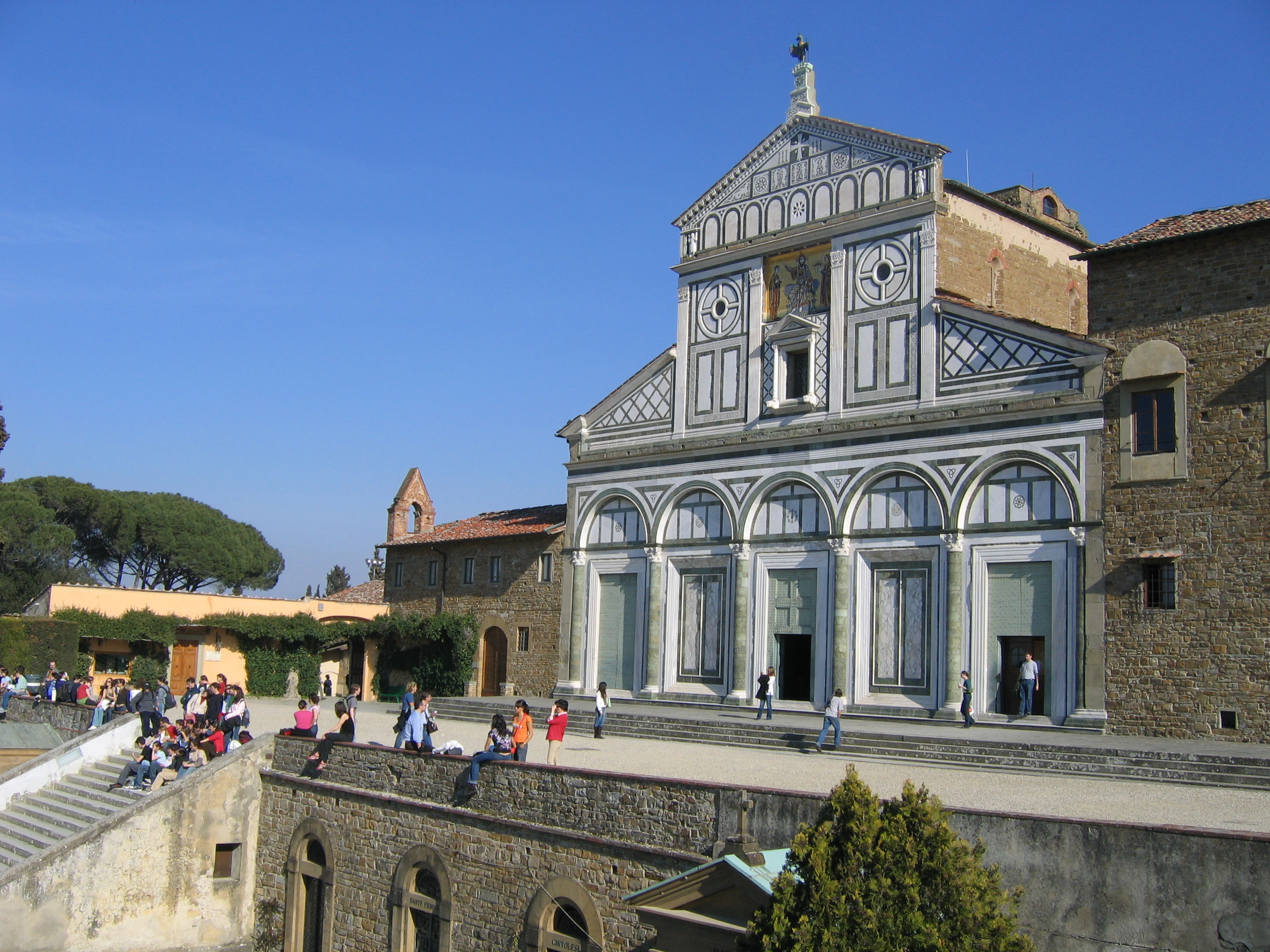
Basilika mit Vorplatz

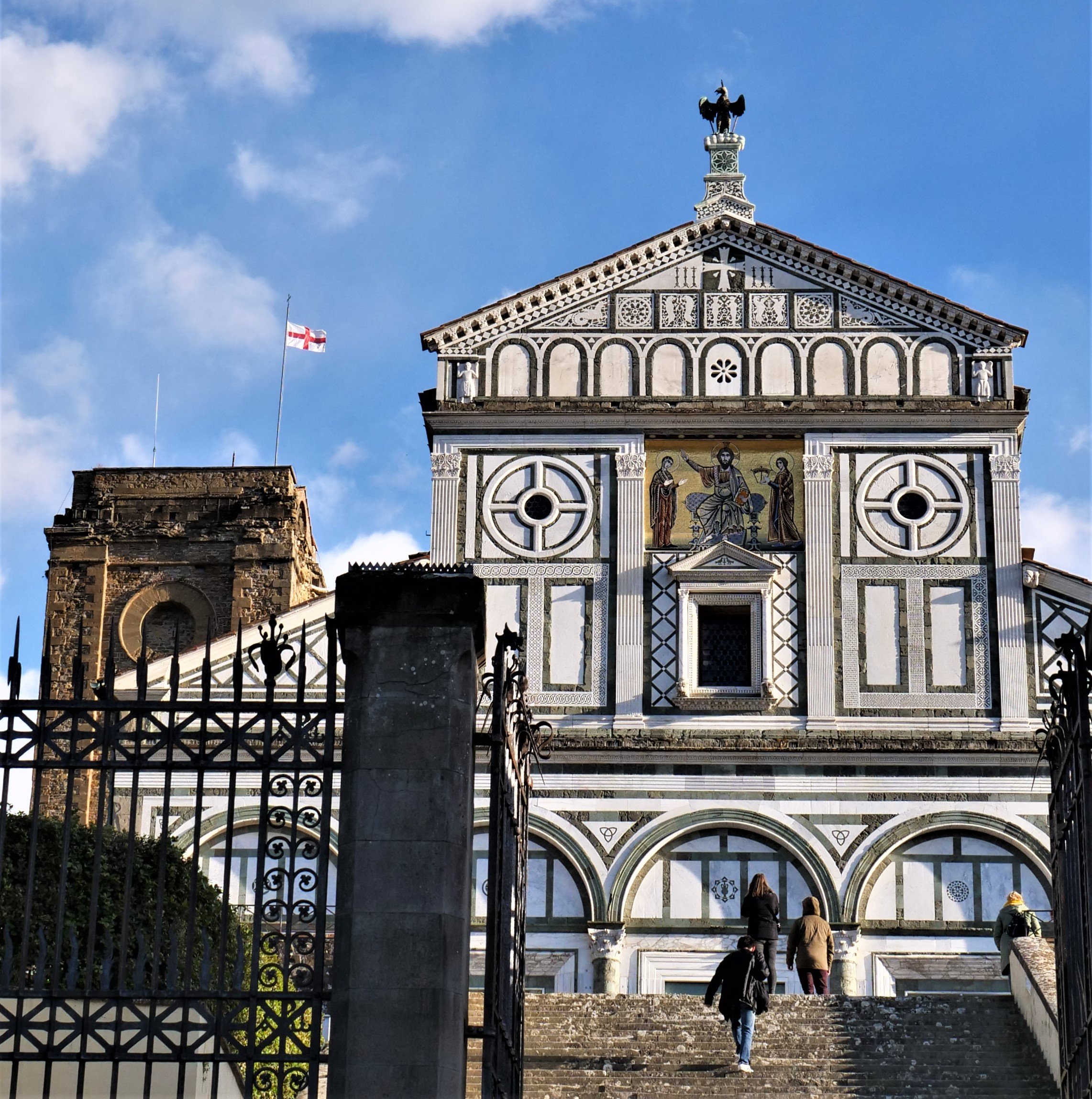
Fassade und Aufgang

Die Basilika San Miniato al Monte ist die Kirche der gleichnamigen Olivetaner-Abtei in Florenz, die auf einem Hügel südlich der Altstadt steht. Sie wurde im 11. Jahrhundert errichtet und wird der Florentiner Protorenaissance zugerechnet. Die Fassade ist mit Marmor inkrustiert. Die Kirche trägt den päpstlichen Ehrentitel Basilica minor und gehört zum UNESCO-Weltkulturerbe Altstadt von Florenz.

## Lage
San Miniato al Monte steht auf einem Hügel (italienisch: monte) über dem südlichen Ufer des Arno oberhalb des Piazzale Michelangelo. Der Standort der Kirche ist ein bekannter Aussichtspunkt mit Blick auf die Stadt.

## Aussehen und Geschichte
San Miniato al Monte ist eine dreischiffige Basilika mit halbrunder Apsis. Sie wurde vermutlich in der gleichen Zeit wie das Baptisterium San Giovanni erbaut. Die Fassade ist mit weißem Carrara-Marmor und dunkelgrünem Serpentin aus Prato inkrustiert.

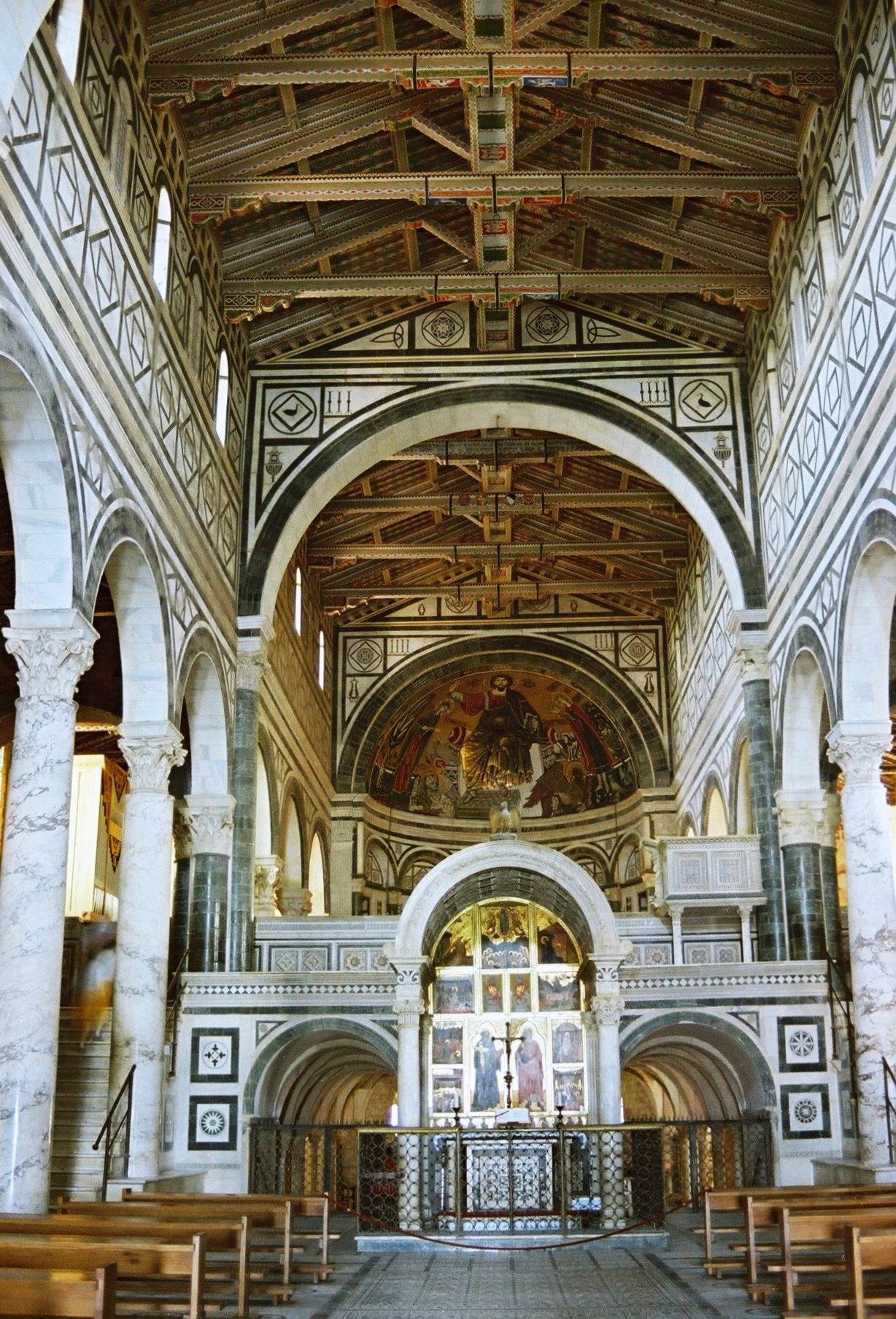
Mittelschiff und Chor

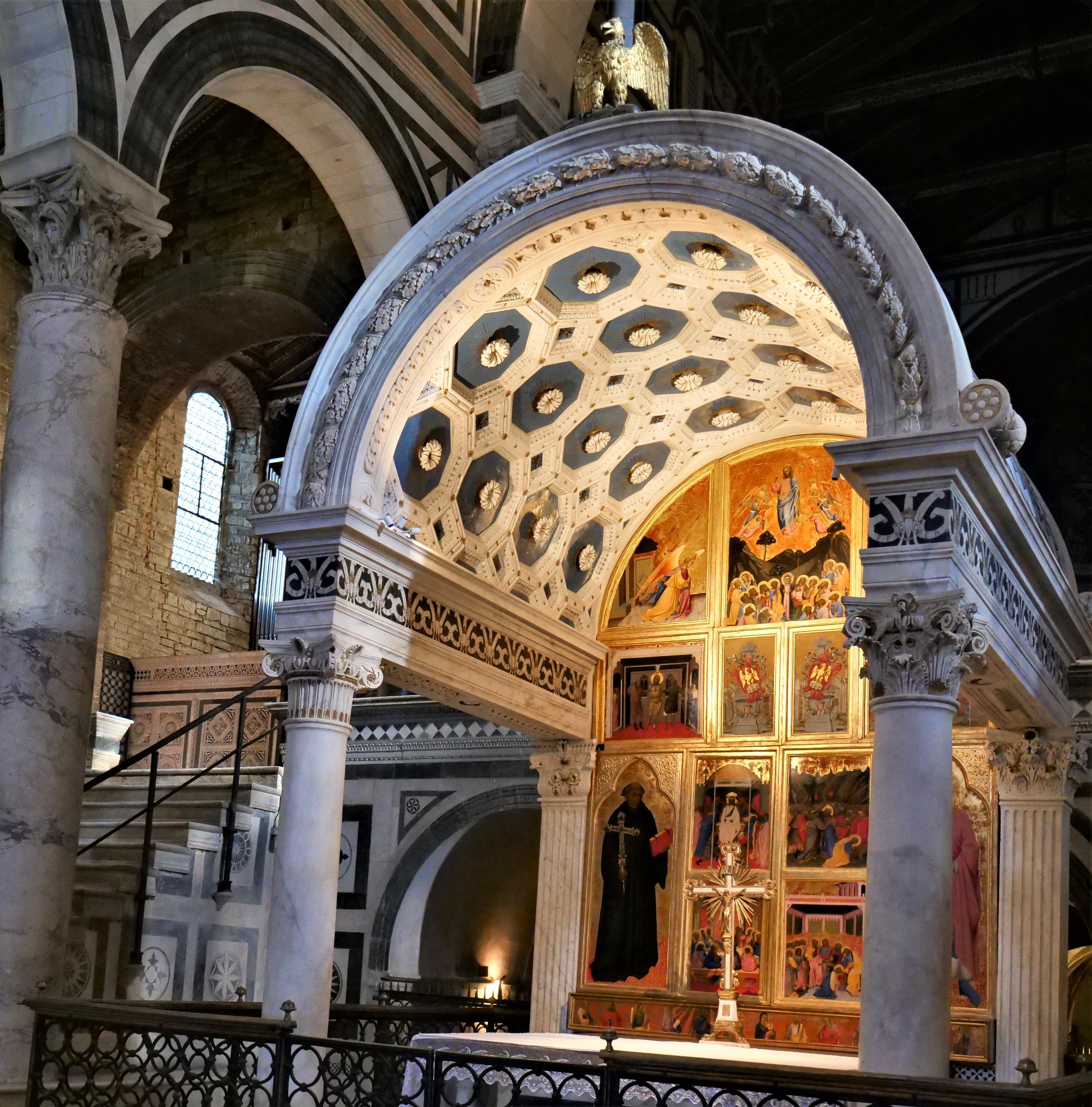
Cappella del Crocefisso (Kapelle des Kruzifix)

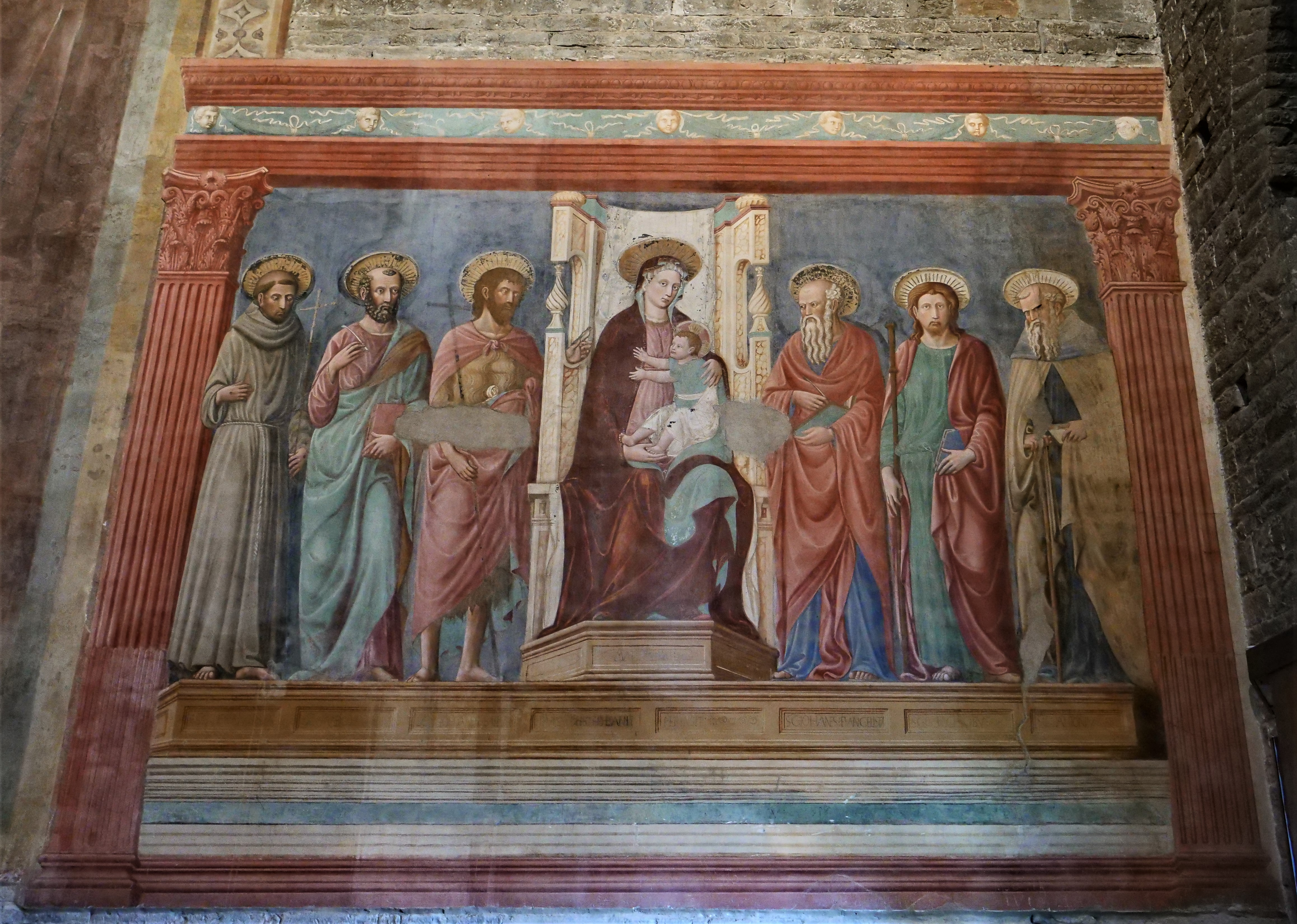
Wandfresko

Der Legende nach entstand die Kirche an dem Ort, an dem der hl. Minias starb, ein Märtyrer, der unter Kaiser Decius im Jahr 250 am Arno enthauptet wurde und mit dem Kopf unter dem Arm den Hügel hinauflief. Der heilige Minias war Florenz’ erster Märtyrer, ein armenischer Prinz, der seine Heimat verließ, um eine Pilgerreise nach Rom zu machen. Er kam ungefähr um 250 in Florenz an und lebte dort als Eremit. Später wurde auf dem Hügel, auf dem er starb, ein Schrein errichtet, und es gab dort bis zum 8. Jahrhundert eine Kapelle. Der Bau der heutigen Kirche wurde im Jahr 1013 von Bischof Alibrando begonnen. Zunächst war die Kirche ein Benediktinerkloster, dann war sie cluniazensisch und seit 1373 wird die Kirche von Olivetanermönchen betrieben. Die Olivetaner sind ein Zweigorden der Benediktiner. Die Mönche produzieren bei Feinschmeckern berühmte alkoholische Getränke, Honig und Kräutertees, die sie in einem Geschäft nahe bei der Kirche verkaufen.
Die geometrisch geordnete Marmorfassade wurde vermutlich um das Jahr 1090 begonnen. Die Zunft der Tuchkaufleute Arte di Calimala, welche ab 1288 für Unterhalt und Betrieb der Kirche zuständig war, finanzierte die Arbeiten. Die oberen Teile der Fassade wurden erst im 12. Jahrhundert oder später fertiggestellt. Das Mosaik von Christus zwischen der Jungfrau und dem hl. Minias wurde im Jahr 1260 von byzantinischen Künstlern gelegt. Der nie vollendete Glockenturm stürzte 1499 ein und wurde 1523 ersetzt. Während der Belagerung von Florenz (1530) wurde er von den Verteidigern als Artillerieposten verwendet. Michelangelo schützte ihn vor feindlichem Feuer, indem er ihn mit Matratzen umwickeln ließ.
Das Innere von San Miniato al Monte ist sehr ungewöhnlich, denn der nach dem Bau kaum veränderte Chor ist auf einer erhöhten Plattform über der großen Krypta angeordnet. Der gepflasterte Fußboden stammt aus dem Jahr 1207. Das Zentrum des Mittelschiffes wird von der freistehenden Cappella del Crocefisso („Kapelle des Kruzifixs“) beherrscht, die im Jahr 1448 von Michelozzo entworfen wurde. Die Terracotta-Dekoration der Wölbung wurde durch Luca della Robbia vorgenommen.

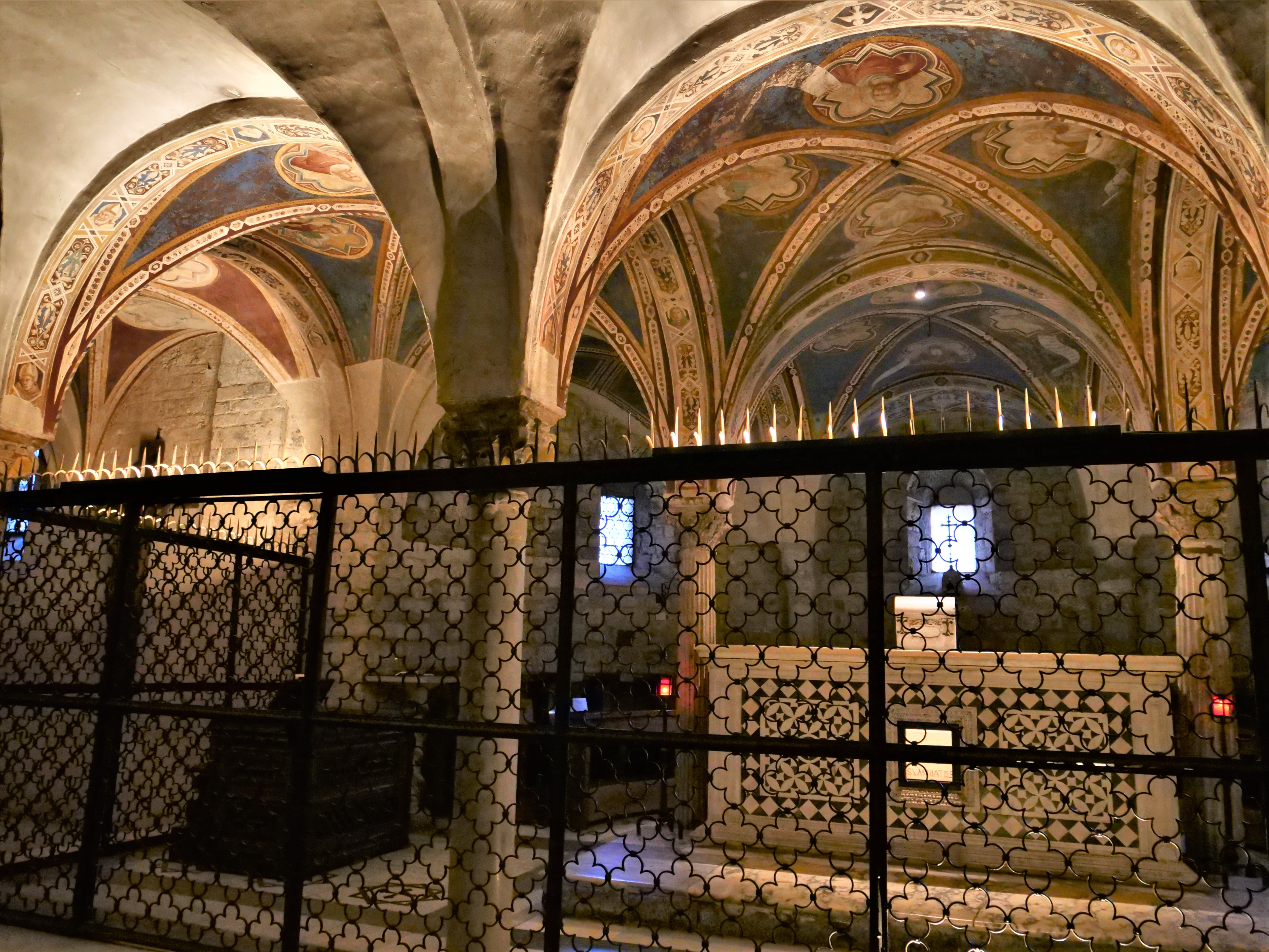
Krypta

Die Krypta ist der älteste Teil der Abteikirche. Im hohen Altar sollen sich angeblich die Gebeine des hl. Minias befinden. Es gibt aber auch Hinweise, dass diese nach Metz verbracht wurden, bevor San Miniato al Monte errichtet wurde. In den Wölbungen der Krypta befinden sich Fresken von Taddeo Gaddi.
Im angehobenen Chor und dem Presbyterium befindet sich eine romanische überdachte Kanzel aus dem Jahr 1207. In der Apsiskalotte befindet sich ein großes Mosaik aus dem Jahr 1297. Das Kruzifix über dem Hochaltar wird Luca della Robbia zugeschrieben. Die Sakristei ist mit einem großen Freskenzyklus aus dem Leben des heiligen Benedikt von Spinello Aretino (1387) ausgestattet.
Die Cappella del Cardinale del Portogallo links am Hauptschiff wurde von Antonio Manetti im Jahr 1473 erbaut. Dort wurde in einem von Antonio Rossellino erschaffenen Grabmal der im Jahr 1459 verstorbene Kardinal Jacob von Lusitanien, ein Neffe des portugiesischen Königs Alfons V., beigesetzt.
Acht Wandbilder einer Hand aus dem 15. Jahrhundert lassen sich nicht zuordnen, so dass der unbekannte Maler mit dem Notnamen Meister von San Miniato bezeichnet wurde.
Die Kirche wurde in den Jahren 1858 bis 1861, 1902 bis 1912 und 1924 restauriert.

## Kloster, Festung und Friedhof

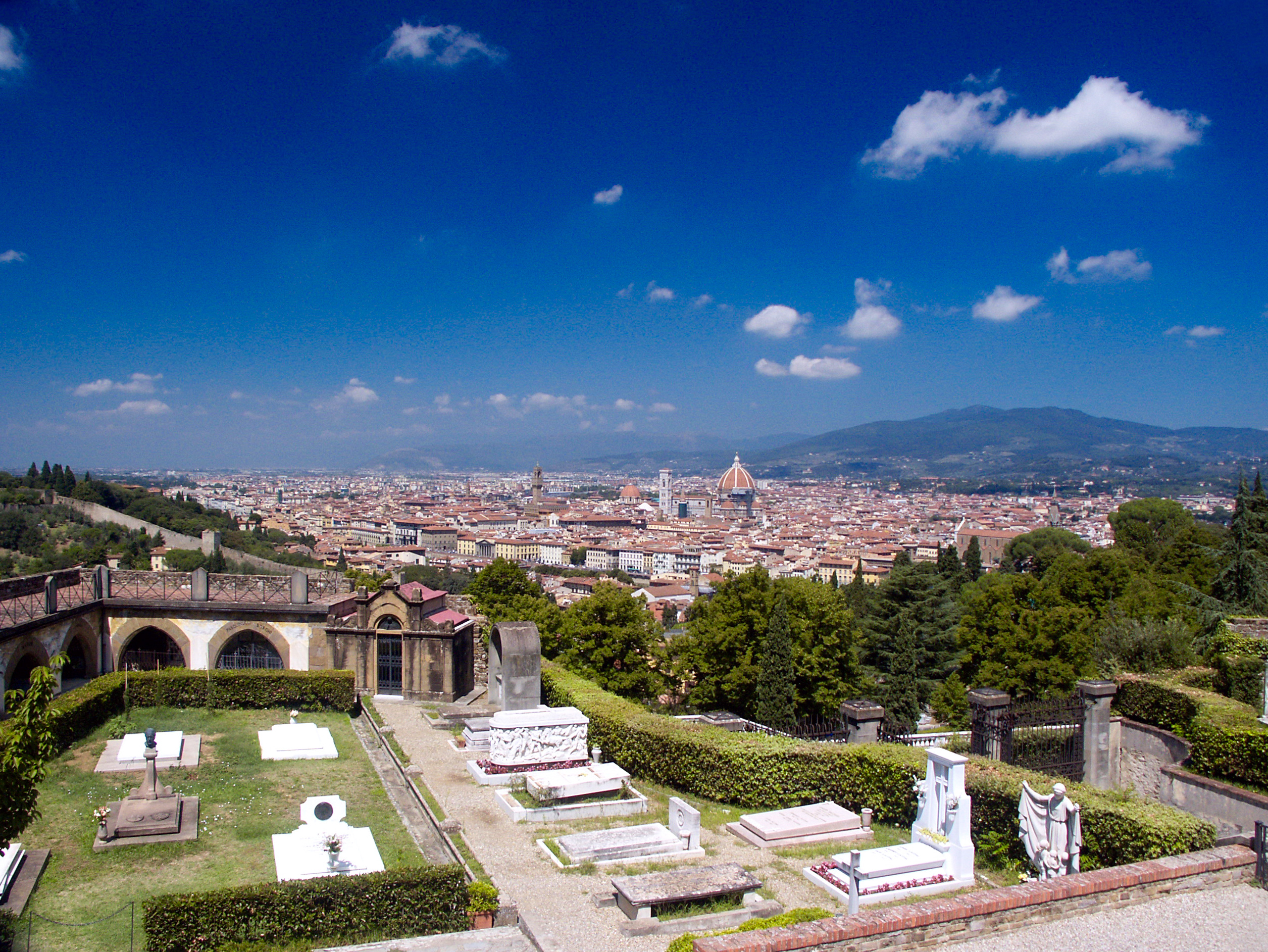
Der Friedhof mit Blick über Florenz

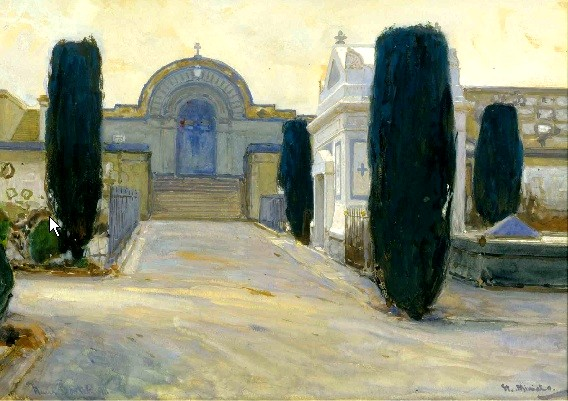
Der Friedhof auf einem Bild von Hans von Bartels (1856–1913)

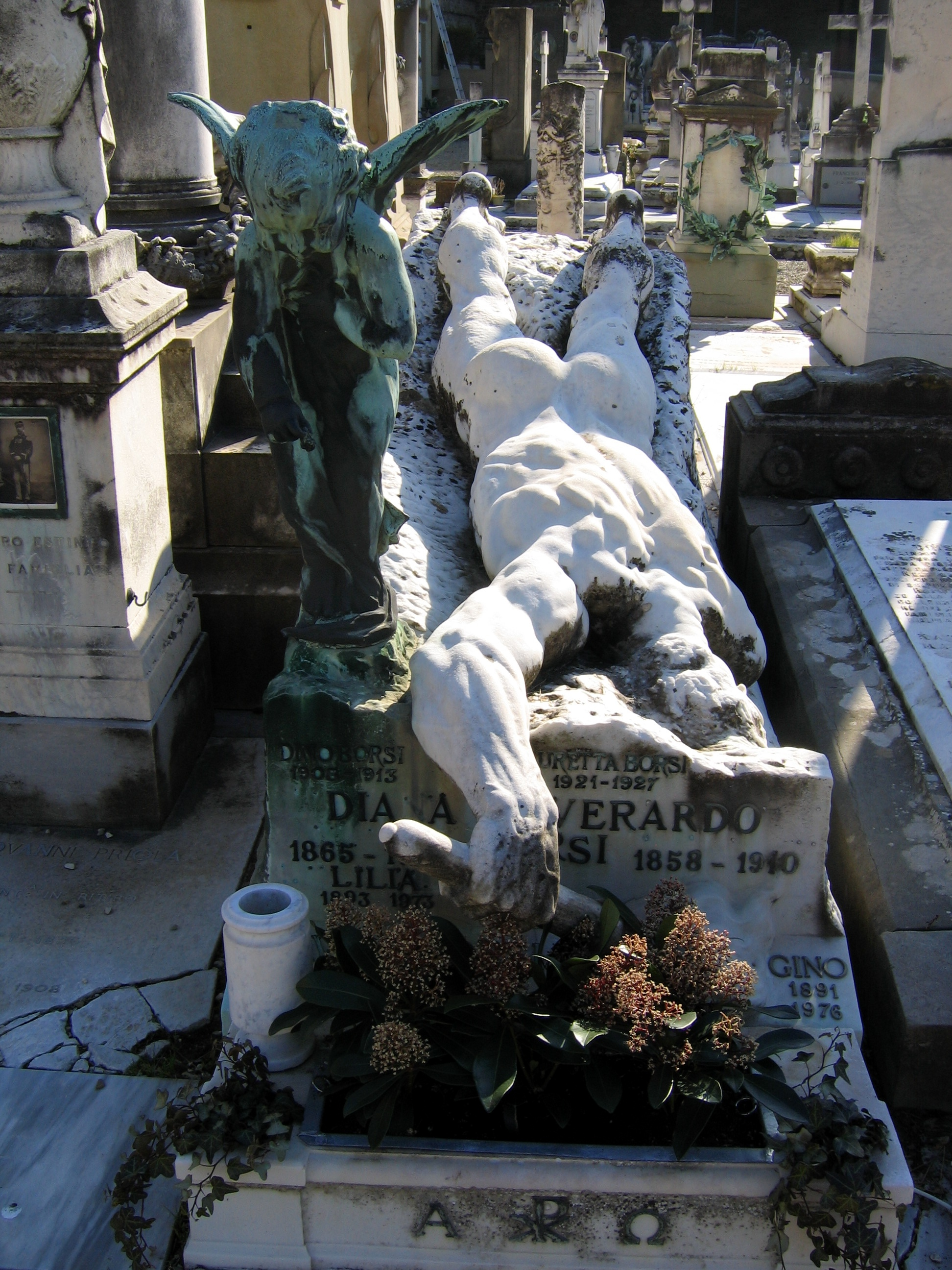
Ein Grab auf dem Cimitero delle Porte Sante

Neben der Abteikirche befindet sich das Kloster, das ab 1425 gebaut wurde, sowie der befestigte Palast des Bischofs aus 1295, der später als Baracke und Hospital für Pestkranke verwendet wurde. Der ganze Komplex ist durch Verteidigungswände umgeben, die ursprünglich eilig von Michelangelo während der Belagerung um 1553 errichtet und unter Cosimo I. zu einer richtigen Festung (italienisch: fortezza) ausgebaut wurden.
Im Jahre 1854 wurde infolge eines Choleraausbruchs von der Stadtverwaltung die Beisetzung in und um die Kirche gestattet. Die Mauern der Fortezza umgeben heute den zum Gebäude gehörenden Friedhof Cimitero delle Porte Sante. Er wurde samt dem zum Gebäude hinaufführenden Treppenwerk im Jahre 1868 nach einem Entwurf von Nicola Matas gebaut. Durch seine illustre Lage war der Friedhof der prädestinierte Ort, um die wohlhabenden und verdienten Bürger der Stadt zu beerdigen, was von der Stadtverwaltung gefördert wurde. In den 70er Jahren des 18. Jahrhunderts wurden die ersten herrschaftlichen Begräbniskapellen auf dem Friedhof errichtet. Es sind die Gräber folgender berühmten Persönlichkeiten zu finden:
- Giuseppe Abbati (1836–1868), italienischer Maler
- Libero Andreotti (1875–1933), italienischer Bildhauer
- Pietro Annigoni (1910–1988), italienischer Maler
- Pellegrino Artusi (1820–1911), der Autor des berühmten italienischen Kochbuchs La scienza in cucina e l’arte di mangiare bene
- Mario Cecchi Gori (1920–1993), italienischer Filmproduzent
- Antonio Ciseri (1821–1891), italienischer Maler
- Carlo Collodi (1826–1890), italienischer Schriftsteller und Schöpfer von Pinocchio
- Augusto Conti (1822–1905), italienischer Pädagoge und Philosoph
- Giovanni Papini (1881–1956), italienischer Schriftsteller
- Vasco Pratolini (1913–1991), italienischer Schriftsteller
- François Sabatier (1818–1891), französischer Gelehrter
- Caroline Unger (1803–1877), österreichische Sängerin
- Pasquale Villari (1827–1917), italienischer Historiker und Politiker
- Franco Zeffirelli (1923–2019), italienischer Opern-, Theater- und Filmregisseur

## Sonstiges
- Die Kirche ist ein wichtiger Schauplatz im Film Obsession (deutsch: Schwarzer Engel) von Brian de Palma.
- Das Fußbodenmosaik der Kirche ist titelgebend für Zenta Maurinas Essayband Mosaik des Herzens. In einem Brief vom 15. Juli 1946 schreibt sie an ihren Verleger Maximilian Dietrich:
„[…] Und immer kehrte ich zu meinem Lieblingsthema zurück: die Freude ist der Sinn des Lebens, die Überwinderin der Erdenschwere. So entstand der kleine, an Sie abgeschickte Band ‚Mosaik des Herzens‘.
In der Kirche San Miniato in Florenz ist der Fußboden aus wundervollem Mosaik zusammengesetzt: kleine bunte Steinchen formen wunderbare Gebilde. Und Menschenfüße gehen achtlos darüber hinweg.
Einer meiner sehnlichsten Wünsche ist es, noch einmal diese Kirche zu besuchen. Während ich meine Essays niederschrieb, weilte ich im Geiste in ihr. Wie wunderbar sind die Gebilde, die Menschenhand geformt hat, dieselbe Hand, die nicht zurückschreckt, gottgeweihte Stätten zu zertrümmern.“[3]